# Igor Anic
Igor Anic (ur. 12 czerwca 1987 w Mostarze), urodzony w Bośni i Hercegowinie piłkarz ręczny reprezentacji Francji; występuje jako obrotowy. Obecnie występuje w Bundeslidze, w drużynie VfL Gummersbach.

## Sukcesy

### klubowe
- 2006:  mistrzostwo Francji
- 2006:  Puchar Francji
- 2006:  Puchar Ligi Francuskiej
- 2007, 2010:  zwycięstwo w Lidze Mistrzów EHF
- 2008, 2009, 2010:  mistrzostwo Niemiec
- 2008, 2009:  Puchar Niemiec
- 2007, 2008:  Superpuchar Niemiec